# الدائرة الانتخابية الأولى (الكويت)
الدائرة الانتخابية الأولى، هي إحدى الدوائر الانتخابية التابعة لانتخابات مجلس الأمة الكويتي. عدد ناخبين الدائرة 71 الف ناخب في 2009.

## تضم المناطق التالية
- شرق
- الدسمة
- المطبة
- دسمان
- بنيد القار
- الدعية
- الشعب (الكويت)
- جزيرة فيلكا وسائر الجزر
- حولي
- النقرة
- ميدان حولي
- بيان
- مشرف
- السالمية
- البدع
- الراس
- سلوى
- الرميثية
- ضاحية مبارك العبد الله الجابر